# أدفنشر كومكس

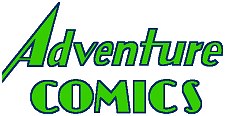
شعار سلسلة أدفنشر كومكس

أدفنشر كومكس (بالإنجليزية: Adventure Comics)‏ هي سلسلة كتب قصص مصورة أمريكية نشرتها دي سي كومكس من 1938 إلى 1983 ثم قامت بنشرها من جديد من 2009 إلى 2011. في حقبتها الأولى تم نشر 503 عدد من السلسلة مما جعلها خامس أطول سلسلة لدي سي كومكس خلف ديتكتيف كومكس، أكشن كومكس، سوبرمان وباتمان. قام الكاتب جيف جونز بإحياء السلسلة في 2009.